# Schärding
Schärding est une commune autrichienne du district de Schärding en Haute-Autriche.